# Olympiakos Piraeus BC
Olympiakos Piraeus BC (Grieks: ΚΑΕ Ολυμπιακός), of gewoon Olympiakos, is een Griekse professionele basketbalclub, die onderdeel is van de omnisportvereniging Olympiakos SFP, uit Piraeus, Attica. De basketbalclub is opgericht in 1931 en is een van de sterkste clubs in Europa. Ze zijn veertien keer landskampioen, elf keer bekerwinnaar en drie keer supercupwinnaar van Griekenland geworden. Ze wonnen drie keer de EuroLeague. De moederclub werd opgericht in 1925, Ze spelen hun thuiswedstrijden in het Peace and Friendship Stadium.
Onder leiding van de Griekse broers Panagiotis Angelopoulos en Giorgos Angelopoulos kocht Olympiakos vele spelers. In 2012 en 2013 wonnen ze de Euroleague, terwijl ze in hetzelfde jaar ook de Intercontinental Cup wonnen.

## Geschiedenis
In 1994 stond Olympiakos voor de eerste keer in de finale van de EuroLeague. Ze verloren van Joventut Badalona uit Spanje met 57-59. In 1995 stonden ze weer in de finale. Nu verloren ze van Real Madrid uit Spanje met 61-73. In 1997 was het wel raak. Ze wonnen de finale van FC Barcelona met 73-56. Na dat succes moest Olympiakos dertien jaar wachten op een nieuwe finale. In 2010 was FC Barcelona te sterk en won met 68-86. In 2012 won Olympiakos voor de tweede keer de EuroLeague. In de finale wonnen ze van CSKA Moskou uit Rusland met 62-61. In 2013 won Olympiakos weer de EuroLeague. Nu wonnen ze van Real Madrid met 100-88. In 2015 verloor Olympiakos de finale om de EuroLeague van Real Madrid met 59-78. In 2017 stond Olympiakos weer de finale om de EuroLeague. Ze verloren van Fenerbahçe Ülker uit Turkije met 64-80. In 2023 stonden ze weer in de finale om de EuroLeague. Nu verloren ze van Real Madrid met 78-79.

## Erelijst
- Landskampioen Griekenland: 15

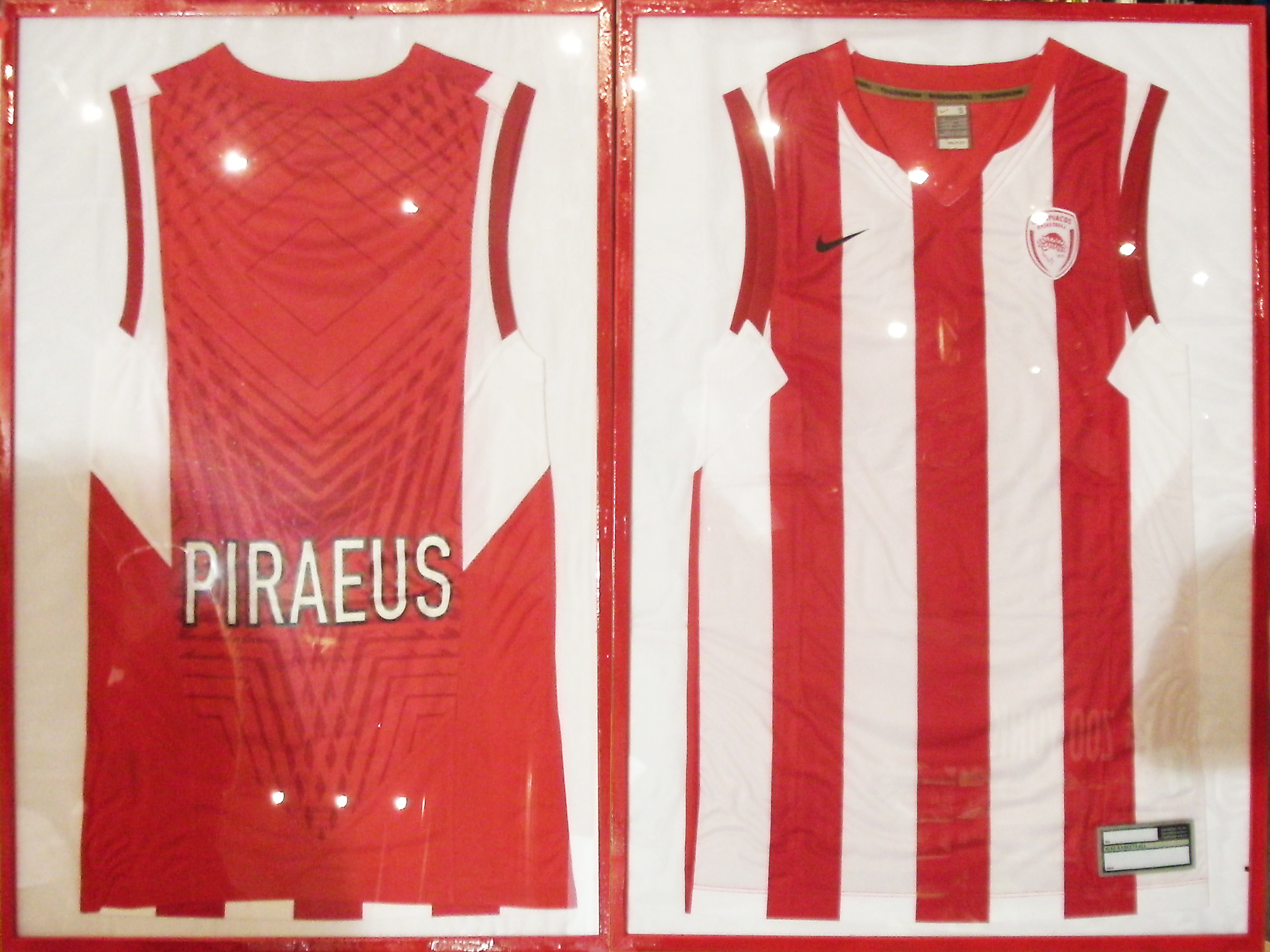
Olympiakos shirt.

  - Winnaar: 1949, 1960, 1976, 1978, 1993, 1994, 1995, 1996, 1997, 2012, 2015, 2016, 2022, 2023, 2025
  - Tweede: 1957, 1972, 1973, 1975, 1977, 1979, 1980, 1981, 1986, 1992, 1999, 2001, 2002, 2006, 2007, 2008, 2009, 2010, 2011, 2013, 2014, 2017, 2018, 2024

- Bekerwinnaar Griekenland: 12
  - Winnaar: 1976, 1977, 1978, 1980, 1994, 1997, 2002, 2010, 2011, 2022, 2023, 2024
  - Runner-up: 1979, 1983, 1986, 2004, 2008, 2009, 2012, 2013, 2018, 2025

- Supercupwinnaar Griekenland: 3
  - Winnaar: 2022, 2023, 2024

- EuroLeague: 3
  - Winnaar: 1997, 2012, 2013
  - Runner-up: 1994, 1995, 2010, 2015, 2017, 2023

- Intercontinental Cup: 1
  - Winnaar: 2013

- Triple Crown: 1
  - Winnaar: 1997

## Bekende (oud)-spelers
- Panagiotis Fasoulas
- Christos Iordanidis
- Nikos Ekonomou
- Nikola Vujčić
- - Franco Nakić
- Dino Rađa
- Arijan Komazec
- Christian Welp
- Artūras Karnišovas
- Žarko Paspalj
- Aleksej Savrasjenko
- Oleksandr Volkov
- Kostas Sloukas
- Theodoros Papaloukas
- Kostas Papanikolaou
- Giorgos Printezis
- Giorgos Sigalas
- Vassilis Spanoulis
- Panagiotis Vasilopoulos
- Miloš Teodosić

## Bekende (oud)-coaches
- Panagiotis Giannakis
- Pinhas Gershon
- Giannis Ioannidis
- Dušan Ivković
- Jonas Kazlauskas
- Fedon Mattheou
- Kostas Mourouzis
- Giannis Spanoudakis